# Tema de Selêucia
Tema de Selêucia (em grego: θέμα Σελευκείας; romaniz.: thema Seleukeias) foi um tema (província civil-militar) bizantino localizado na costa mediterrânea da Ásia Menor. Sua capital era Selêucia Isáuria (atual Silifke). Originalmente um comando subordinado ao Tema Cibirreota, foi elevado, sucessivamente, para clisura e então tema, esta última durante reinado de Romano I Lecapeno (r. 920–944). Foi conquistada pelos turcos após a batalha de Manzicerta em 1071, porém foi reconquistada tempos depois. Foi novamente perdida, em 1180, para o Reino Armênio da Cilícia.

## História
Na Antiguidade Tardia, o porto de Selêucia era a principal cidade da província romana da Isáuria e a capital do conde da Isáuria (comes Isauriae). No século VIII, a região aparece como um comando subordinado ao tema naval Cibirreota, primeiro sob um turmarca e depois, um drungário. No início do século IX, porém, a região já é uma pequena clisura entre os grandes temas Cibirreota, Anatólico, Capadócio e o mar, além dos domínios do Califado Abássida na Cilícia ao longo do rio Lamos.
De acordo com os geógrafos árabes Cudama ibne Jafar e ibne Cordadebe, esta clisura englobava, além da capital, Selêucia, dez outras fortalezas e 5 000 homens, dos quais 500 eram cavalaria. Ela foi elevada a tema em algum momento no reinado do imperador Romano I Lecapeno (r. 920–944), provavelmente entre 927 e 934. De acordo com o Sobre os Temas, do imperador Constantino VII Porfirogênito (r. 913–959), o tema estava dividido em dois comandos, um para o interior e outro costeiro.

## Ducado de Selêucia
A região foi conquistada pelos turcos seljúcidas após a Batalha de Manzicerta em 1071. Nesta época, o interior montanhoso já era predominantemente armênio, que colonizaram a região no século anterior. Os bizantinos recuperaram a área, refortificaram Selêucia e Corícia em 1099-1100 e fizeram da região o domínio de um duque que sobreviveu até pouco depois de 1180, quando a região caiu novamente, desta vez frente ao Reino Armênio da Cilícia